# Henri Thellin
Henri Thellin (* 27. August 1931 in Duisburg; † 16. September 2006 auf Saint-Barthélemy) war ein belgischer Fußballspieler.

## Karriere

### Verein
Mit dem Aufrücken in die Erste Mannschaft von Standard Lüttich mit Saisonbeginn 1949/50 blieb er dieser in dieser Spielklasse bis zum Saisonende 1964/65 treu. Während seiner Vereinszugehörigkeit bestritt er als Linksverteidiger 411 Punktspiele; in insgesamt 577 offiziellen Spielen gehörte er in 410 der Startelf an. Mit seiner Mannschaft errang er dreimal die Belgische Meisterschaft, zweimal wurde er Zweiter. Den nationalen Vereinspokal gewann er 1954 und erreichte 1965 das Finale, das am 26. Mai im Brüsseler Heysel-Stadion gegen den RSC Anderlecht mit 2:3 n. V. verloren wurde.
Auf internationaler Vereinsebene nahm er mit seiner Mannschaft dreimal am Wettbewerb um den Europapokal der Landesmeister teil. 1958/59 bestritt er jeweils die Hin- und Rückspiele von der Vorrunde bis zum Viertelfinale. 1961/62 waren es sieben Spiele, bevor seine Mannschaft Real Madrid in beiden Halbfinalspielen mit 0:4 im Hin- und mit 0:2 im Rückspiel unterlegen war. Sein letztes internationales Vereinsspiel bestritt er im selben Wettbewerb am 3. Oktober 1963 bei der 0:2-Niederlage bei IFK Norrköping im Vorrundenrückspiel.

### Nationalmannschaft
Im Alter von 18 Jahren nahm Thellin mit der A-Jugend-Nationalmannschaft Belgiens an der zweiten Austragung des von der FIFA ausgerichteten Jugendturniers teil. Mit dem abschließenden Spiel gegen die A-Jugendmannschaft Irlands, die mit 5:0 bezwungen wurde, belegte er mit seiner Mannschaft den dritten Platz.
Zwischen 1958 und 1961 bestritt er insgesamt 16 Länderspiele, blieb dabei jedoch ohne Torerfolg. Sein Debüt für die A-Nationalmannschaft gab er am 2. März 1958 in Brüssel bei der 0:2-Niederlage gegen die A-Nationalmannschaft Deutschlands.

## Erfolge / Auszeichnung
- Belgischer Meister 1958, 1961, 1963
- Zweiter Meisterschaft 1962, 1965
- Belgischer Pokalsieger 1954, Belgischer Pokalfinalist 1965
- Zum Ende seiner Karriere wurde ihm am 22. März 1965 eine Bronzemedaille für sportliche Verdienste verliehen.

## Ableben
Thellin starb nach langer Krankheit kurz nach seinem 75. Geburtstag im Spätsommer 2006 auf den Kleinen Antillen, wo er bereits mehrere Jahre gelebt hatte.